# Aaron Lufkin Dennison
Aaron Lufkin Dennison (6 de marzo de 1812 - 9 de enero de 1895) fue un relojero y hombre de negocios estadounidense, que fundó varias empresas, entre las que destaca la Waltham Watch Company. 

## Primeros años
Dennison nació en Freeport (Maine), después de lo cual la familia se mudó a Brunswick (Maine). Era hijo de Andrew Dennison, un zapatero que también era profesor de música. De niño, Aaron ganaba dinero como ayudante de albañil, trabajando como pastor y como empleado de un hombre de negocios. Más adelante, cortó y vendió madera y luego trabajó para su padre en la zapatería hasta los 18 años. Mientras estaba allí, sugirió que los zapatos se fabricaran en lotes en lugar de uno a uno.

## Formación en relojería
En 1830, a la edad de 18 años, Aaron fue aprendiz de un relojero de Brunswick, James Cary. Durante su período de aprendizaje, se dice que fabricó una máquina automática para cortar ruedas de reloj, sin embargo, en su autobiografía solo dice que quería "cortar todas las ruedas de un tamaño correspondiente [en cada lote de relojes] a la vez y de otras maneras facilitar el trabajo". (La maquinaria de relojería automática no se desarrolló hasta la década de 1860 y la máquina de Dennison probablemente era una modificación de una máquina cortadora de engranajes común).
A los 21 años rechazó la oferta de una asociación con Cary, y se dirigió a Boston para trabajar con las personas más hábiles que pudo encontrar que se dedicaban a la reparación de relojes. Trabajó durante tres meses sin paga en la joyería Currier & Trott y luego permaneció otros cinco meses cobrando un salario.
En 1834, comenzó su propio negocio como reparador de relojes, pero después de dos años lo abandonó y obtuvo un puesto en la firma Jones, Low & Ball y trabajó allí hasta 1839 con el maestro relojero Tubal Howe. Allí aprendió los métodos utilizados por los relojeros ingleses y suizos.
En 1839, Dennison se mudó a la ciudad de Nueva York, donde pasó varios meses con una colonia de relojeros suizos dedicados a varias ramas del comercio de relojes. Posteriormente regresó a Boston y montó un negocio de venta de relojes, herramientas y materiales; así como de reparación de relojes. Durante este tiempo, creó el calibre combinado Denison, un instrumento para medir con precisión resortes y otras piezas de los relojes.

## Matrimonio
En 1840, Aaron se casó con Charlotte Ware Foster (1811-1901) de Massachusetts. Tuvieron cinco hijos: Charlotte Elizabeth (1842), Alice (1845), Edward Boardman (1847), Ethie Gilbert 1850 y Franklin (1854).

## Fabricación de cajas de cartón
Durante la década de 1830, Aaron Dennison ayudó a su hermano menor Eliphalet Whorf Dennison a establecer un negocio. Juntos abrieron una joyería, pero fue un fracaso. Entonces se planteó el cultivo de seda. La tercera empresa iniciada por Aaron fue la fabricación de cajas de cartón para el negocio de la joyería. Este negocio fue un éxito, pero Aaron se retiró de él debido a su creciente interés en la posibilidad de fabricar relojes. Bajo la supervisión de Eliphalet Dennison, la empresa se convirtió en la Dennison Manufacturing Company, que existió hasta 1990, cuando se fusionó y se convirtió en la Avery Dennison Corporation con sede en Pasadena (California).

## Dennison, Howard & Davis y la Boston Watch Company
Alrededor de 1840, mientras Dennison reparaba relojes, comenzó a pensar en la posibilidad de fabricarlos. Después de varios años de reflexión, concibió un plan para hacerlo, e incluso había ideado un prototipo. Alrededor de 1845, Dennison había decidido adoptar el uso de piezas intercambiables, en lugar de fabricar cada reloj a mano.
En 1849 se puso en contacto con el relojero Edward Howard, socio de la empresa Howard & Davis, con su plan de fabricar relojes. Howard aceptó la propuesta y, con el capital de Howard & Davis y del suegro de Howard, Samuel Curtis, comenzaron en 1850. De todos ellos, Dennison era la única persona con conocimientos de relojería.
Se construyó un nuevo edificio adyacente a la fábrica de Howard & Davis en Roxbury (Boston), para la firma Waltham Watch Company.
Dennison fue a Inglaterra para comprar piezas que no se podían fabricar en Estados Unidos, contratar a relojeros para su fábrica y aprender el arte de dorar las placas de latón de los relojes. A su regreso, diseñó y construyó maquinaria e hizo un modelo del primer reloj que se fabricó. Sin embargo, el reloj (que funcionaba ocho días y tenía un solo barrilete de resorte principal) no marcaba la hora con la precisión suficiente para ser utilizado y la maquinaria era un fracaso. En cuanto a la maquinaria, Dennison admitió más tarde que no tenía habilidad como diseñador de movimientos. Además, tampoco podía dorar las placas aceptablemente.
En 1852, Charles Moseley, un experto diseñador de maquinaria relojera, y N. P. Stratton se unieron a la empresa. Mientras se rediseñaba la maquinaria, Stratton concibió un reloj con 30 horas de autonomía y se fue a Inglaterra para aprender a dorar correctamente. Una vez hecho esto, se comenzaron a fabricar y a vender de nuevo los relojes de la firma.
En 1854, la empresa se trasladó a una nueva fábrica en Waltham (Massachusetts) y adoptó el nombre de Waltham Watch Company. Aaron Dennison era el superintendente de la fábrica. Allí se fabricaron relojes hasta que la empresa se vio obligada a declararse en quiebra a principios de 1857.

## Tracy Baker & Company y la Tremont Watch Company
Después de la quiebra, la empresa se dividió en dos partes. La mayor parte de la maquinaria y los relojes, junto con algunos trabajadores especializados, volvieron a Roxbury con Edward Howard, quien fundó la Howard Watch Company. Los edificios y la maquinaria pesada se vendieron en subasta a Royal E. Robbins, quien reinició la fabricación de relojes bajo el nombre de Waltham Watch Company.
Aaron Dennison permaneció en Waltham como superintendente del departamento mecánico. En 1861, Robbins lo despidió por descuidar sus deberes e inmiscuirse en otros departamentos.
En 1864, Aaron Dennison y A. O. Bigelow establecieron la Tremont Watch Company en Boston. La idea era que las piezas finas (como los escapes y los trenes de ruedas) se fabricaran en Suiza (donde los salarios de los oficiales eran inferiores a los salarios estadounidenses), y las piezas más grandes (como las placas del barrilete) y el ensamblaje se realizarían en Estados Unidos.
Entonces Dennison fue a Zúrich, Suiza, donde organizó la fabricación y entrega de piezas a Tremont.
En 1866, sin el apoyo de Aaron, a quien no se consultó, los directores decidieron trasladar la fábrica a Melrose y fabricar allí relojes completos, momento en el que Dennison se retiró de la empresa. La Melrose Watch Company quebró en 1870.
En febrero de 1871, Aaron se trasladó de Zúrich a Inglaterra, donde montó algunos relojes utilizando piezas que le sobraron de Zúrich y placas de Tremont. Después ayudó a organizar la Anglo-American Watch Company en Birmingham, que iba a utilizar material y maquinaria de la empresa Melrose. En 1874, el nombre se cambió a English Watch Manufacturing Company y parece que Dennison dejó esta empresa en aquella época.

## Dennison Watch Case Company
En torno a 1862, Dennison inició un negocio de fabricación de cajas de relojes en Birmingham y abastecía a la oficina de Londres de la Waltham Watch Company. En 1879, Alfred Wigley se unió a Aaron para formar la empresa Dennison, Wigley & Company. Tras la muerte de Aaron Dennison en 1895, su hijo Franklin se convirtió en socio de la empresa. Esta empresa de gran éxito continuó hasta 1905, cuando pasó a llamarse Dennison Watch Case Company, que continuó hasta 1967.